# لیگ اول اسلوونی ۲۲–۲۰۲۱ (هندبال مردان)
لیگ اول اسلوونی ۲۲–۲۰۲۱ (به دلایل حمایت مالی به نام لیگ ان ال بی معروف است) سی و یکمین فصل لیگ نخست اسلوونی ، برترین لیگ هندبال مردان در اسلوونی بود. در کل ۱۴ تیم در لیگ این فصل شرکت می نمایند که در ۲۷ اوت ۲۰۲۱ شروع شد و در ۱۱ژوئن ۲۰۲۲ به پایان می رسد. 
سلیه بیست و پنجمین عنوان قهرمانی خود را کسب کرد. 